# Jesús Gamero Márquez
Jesús Antonio Gamero Márquez es un ingeniero y político peruano. Fue alcalde distrital de Alto Selva Alegre entre 2006 y 2010.
Nació en Arequipa, Perú, el 24 de noviembre de 1953. Hijo de Julián Alberto Gamero Rivera y Carmen Antonieta Márquez Rodríguez. Cursó sus estudios primarios en la localidad de Pampacolca, provincia de Castilla y en Arequipa donde terminó sus secundarios. En 1971 inició sus estudios superiores de ingeniería química en la Universidad Nacional de San Agustín de Arequipa donde se tituló en 1977.
Miembro del Partido Aprista Peruano, en las elecciones municipales de 1986 fue elegido como regidor de la provincia de Arequipa. En las elecciones municipales del 2002, siendo candidato del APRA, fue elegido alcalde del distrito de Alto Selva Alegre que forma parte del área metropolitana de la ciudad de Arequipa. Fue reelegido para ese cargo en las elecciones municipales del 2006. Tento su reelección en las elecciones del 2010 y del 2014 sin éxito. En las elecciones regionales del 2018 se presentó como candidato al gobierno regional de Arequipa por el movimiento "Juntos por el Desarrollo de Arequipa" quedando en sexto lugar con sólo el 6.099% de los votos válidos.